# Placówka Straży Granicznej I linii „Toplin”

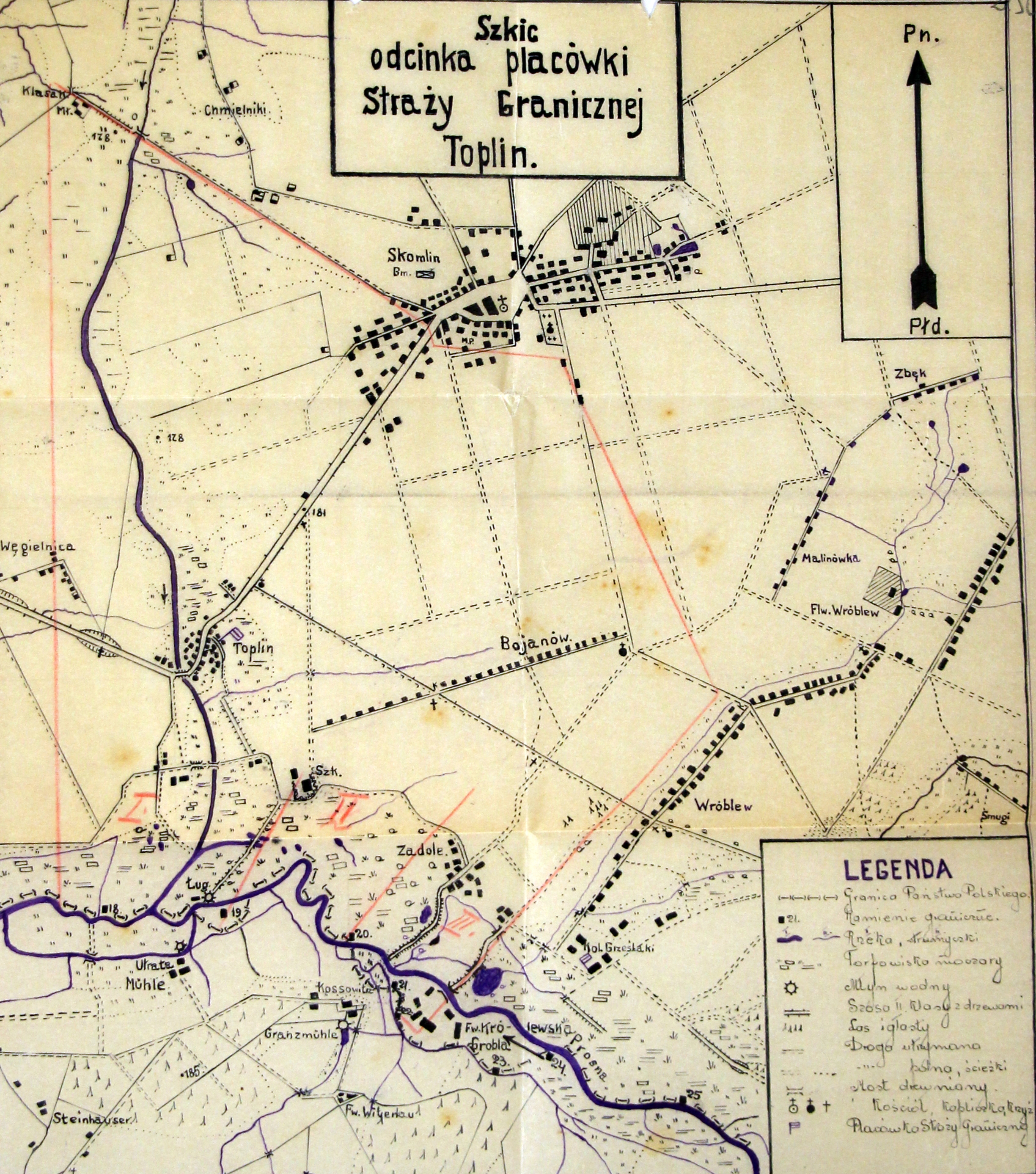
Szkic placówki SG „Topolin”

Placówka Straży Granicznej I linii „Toplin” – jednostka organizacyjna Straży Granicznej pełniąca służbę ochronną na granicy polsko-niemieckiej w okresie międzywojennym.

## Geneza
Na wniosek Ministerstwa Skarbu, uchwałą z 10 marca 1920 roku, powołano do życia Straż Celną. Od połowy 1921 roku jednostki Straży Celnej rozpoczęły przejmowanie odcinków granicy od pododdziałów Batalionów Celnych. Proces tworzenia Straży Celnej trwał do końca 1922 roku. Placówka Straży Celnej „Toplin” weszła w podporządkowanie komisariatu Straży Celnej „Gola” z Inspektoratu SC „Praszka”.

## Formowanie i zmiany organizacyjne
Rozporządzeniem Prezydenta Rzeczypospolitej Polskiej Ignacego Mościckiego z 22 marca 1928 roku, do ochrony północnej, zachodniej i południowej granicy państwa, a w szczególności do ich ochrony celnej, powoływano z dniem 2 kwietnia 1928 roku Straż Graniczną.
Rozkazem nr 3 z 25 kwietnia 1928 roku w sprawie organizacji Wielkopolskiego Inspektoratu Okręgowego dowódca Straży Granicznej gen. bryg. Stefan Pasławski określił strukturę organizacyjną komisariatu SG „Dzietrzkowice”. Placówka Straży Granicznej I linii „Toplin” znalazła się w jego strukturze.

## Służba graniczna
Siedziba placówki mieściła się w wynajętym od osoby prywatnej budynku. Odcinek granicy państwowej ochraniany przez placówkę rozpoczynał się od kamienia granicznego 018 a kończył kamieniem granicznym 022.
Charakterystyka placówki
Granice placówki:
Granica południowa: od kamienia granicznego 0,18 do 0,22 graniczy z granicą Państwową.

Granica wschodnia: od pododcinka placówki Grześlaki, dalej koło zabudowań folwarku Królewska Grobla włącznie drogą prowadzącą do Wróblewa przez pola do wylotu wschodniego wsi Bojanów, przez pola do wylotu zachodniego wsi Skomlin, do traktu Skomlin – Dzietrzkowice.

Granica północna: biegła traktem Skomlin – Dzietrzkowice do Małego Klasaka włącznie.

Granica zachodnia: od Małego Klasaka biegła przez pola i łąki do rowu torfowego przez pola do Węgielnicy, wyłącznie, przez szosę, pola do granicy państwowej.

Granica zachodnia łączyła się z pododcinkiem placówki Bezula.

## Funkcjonariusze placówki
Kierownicy placówki
| stopień      | imię i nazwisko, numer | okres pełnienia służby | kolejne stanowisko |
| ------------ | ---------------------- | ---------------------- | ------------------ |
| st. strażnik | Stanisław Pasternak    | do 1.09.1939           |                    |

Obsada personalna placówki :
- strażnik Piotr Baran - był do 3.03.1932 r.[10]
- strażnik Henryk Lenkiewicz - był do 26.09.1932 r.[10]
- strażnik Stefan Buliński - 20.03.1937 - 15.01.1939 r.[11]
- strażnik Franciszek Rosół - był do 2.02.1939 r.[11]
- strażnik Michał Kucała - był od 20.12.1938 r.[12]
- st. strażnik Stanisław Pasternak - był 1.02.1937 - 31.08.1937 r.[13]

Sąsiednie placówki
- placówka Straży Granicznej I linii „Krupka” ⇔ placówka Straży Granicznej I linii „Kik” − 1928[7]